# Olavské knížectví
Olavské knížectví (polsky Księstwo Oławskie, německy Herzogtum Ohlau) bylo jedním ze Slezských knížectví, které se nacházelo v Dolním Slezsku. Jeho hlavním městem byla Olava (nyní Oława).

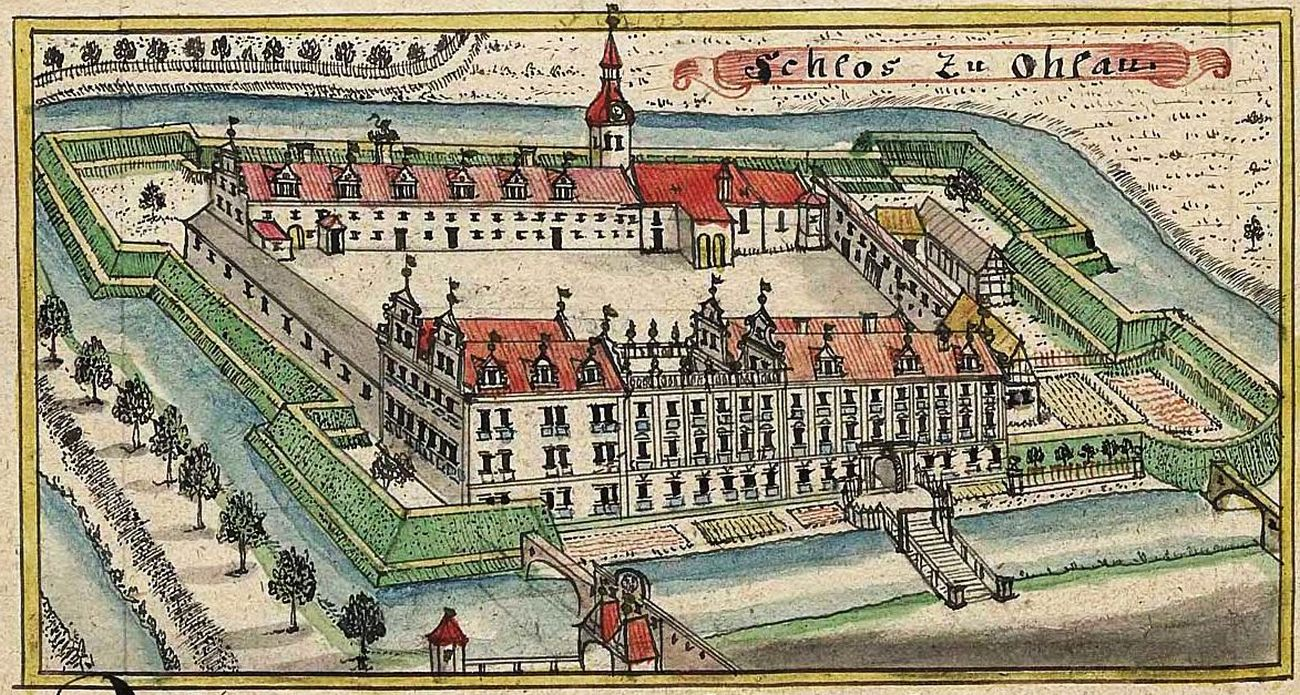
Zámek Olava (asi 1750–1775)

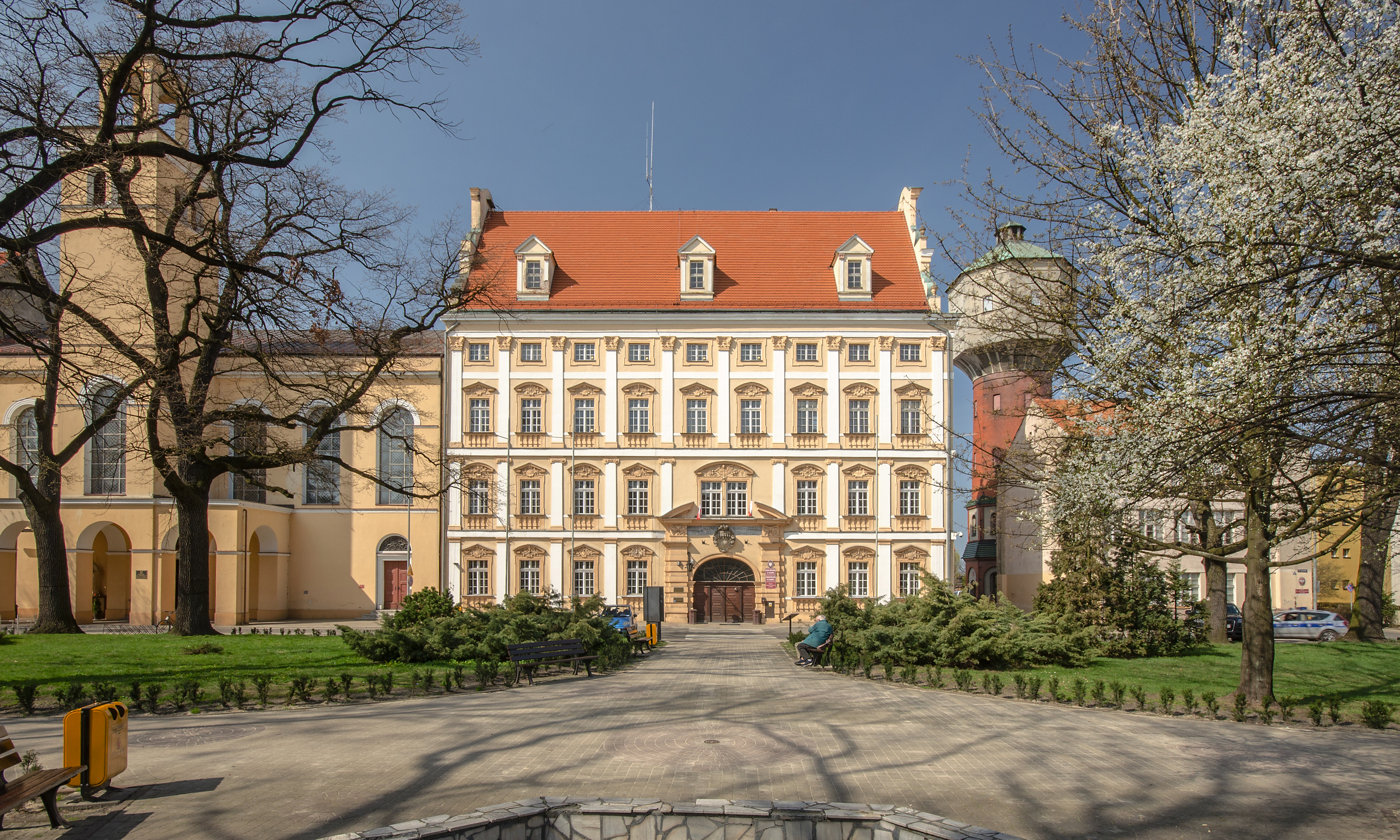
Luisenbau ze 17. století je pozůstatkem původního zámku.

Knížectví vzniklo v roce 1348/1349 vyčleněním z Břežského knížectví, když je koupil lehnický kníže Ludvík I. z rodu Piastovců. Samozřejmě bylo knížectví od počátku poddáno českému králi jako lennímu pánu. Po smrti knížete Jindřicha X. je v letech 1420–1423 krátce vlastnili bratři Václav III. a Ludvík III., přičemž Ludvík panoval až do roku 1441. Po jeho smrti se v Olavsku usídlila jeho vdova Markéta, ale vládu měl jeho syn Jan I., který také vládl Lehnicku a Břežsku. Jako regentka po jeho smrti vládla jeho žena Hedvika, která v roce 1469 odevzdala vládu jejich synovi Fridrichovi I. , který si vzal za manželku Ludmilu z Poděbrad, dceru českého krále Jiřího z Poděbrad. Po Fridrichově smrti roku 1488 se Ludmila stala regentkou až do svého skonu roku 1503. Poté knížectví sloužilo k vyživení mladších synů břežských knížat. Mezi posledními knížaty olavskými byl Jan Kristián Břežský (1591–1639), který po porážce stavovského povstání odešel do emigrace a vlády se ujal jeho syn Jiří III. Břežský, po kterém v letech 1664–1672 vládl jeho bratr Kristián a posléze poslední Piastovec Jiří Vilém Lehnický, který zemřel roku 1675 a knížectví připadlo bezprostředně českému králi.
V letech 1691–1737 knížectví ožilo jako samostatná jednotka, neboť je držel jako zástavu za věno své manželky princ Jakub Ludvík Sobieski, syn polského krále Jana III. Sobieského. Ten však zde nevládl, nicméně bral odsud výnosy a tituloval se jako kníže olavský.
Roku 1742 po prohrané válce o rakouské dědictví připadlo knížectví Prusku.